# Phare d'Inish Cathaigh
Le phare d'Inish Cathaigh est un phare situé sur l'île Scattery dans l'estuaire du fleuve Shannon dans le Comté de Clare (Irlande). Il marque l'entrée du fleuve vers le port de Kilrush. Il est géré par les Commissioners of Irish Lights.

## Histoire
Le phare a été construit en 1872 sur l'île Scattery(en irlandais : Inis Cathaigh). Il est situé sur le côté sud de l'île dans l'estuaire Shannon à environ 8 km au sud-ouest de Kilrush. C'est une tour ronde en pierre de 12 m de haut, avec lanterne et galerie, peinte en blanc. La maison du gardien, à proximité, est abandonnée. Quand le phare a été converti à l'énergie solaire, la lentille de Fresnel a été enlevée pour être exposée au Scattery Island Center à Kilrush. Il émet 2 flashs blancs toutes les huit secondes. Le site est visitable, mais le phare est fermé.
L'île est aussi le site d'un monastère du VIe siècle qui est devenu une réserve naturelle. Parmi les ruines sur l'île se trouve une tour ronde de 36 m datant du Moyen Âge qui aurait pu servir de balise avant la construction du phare.